# Hans Rudolf Ranke

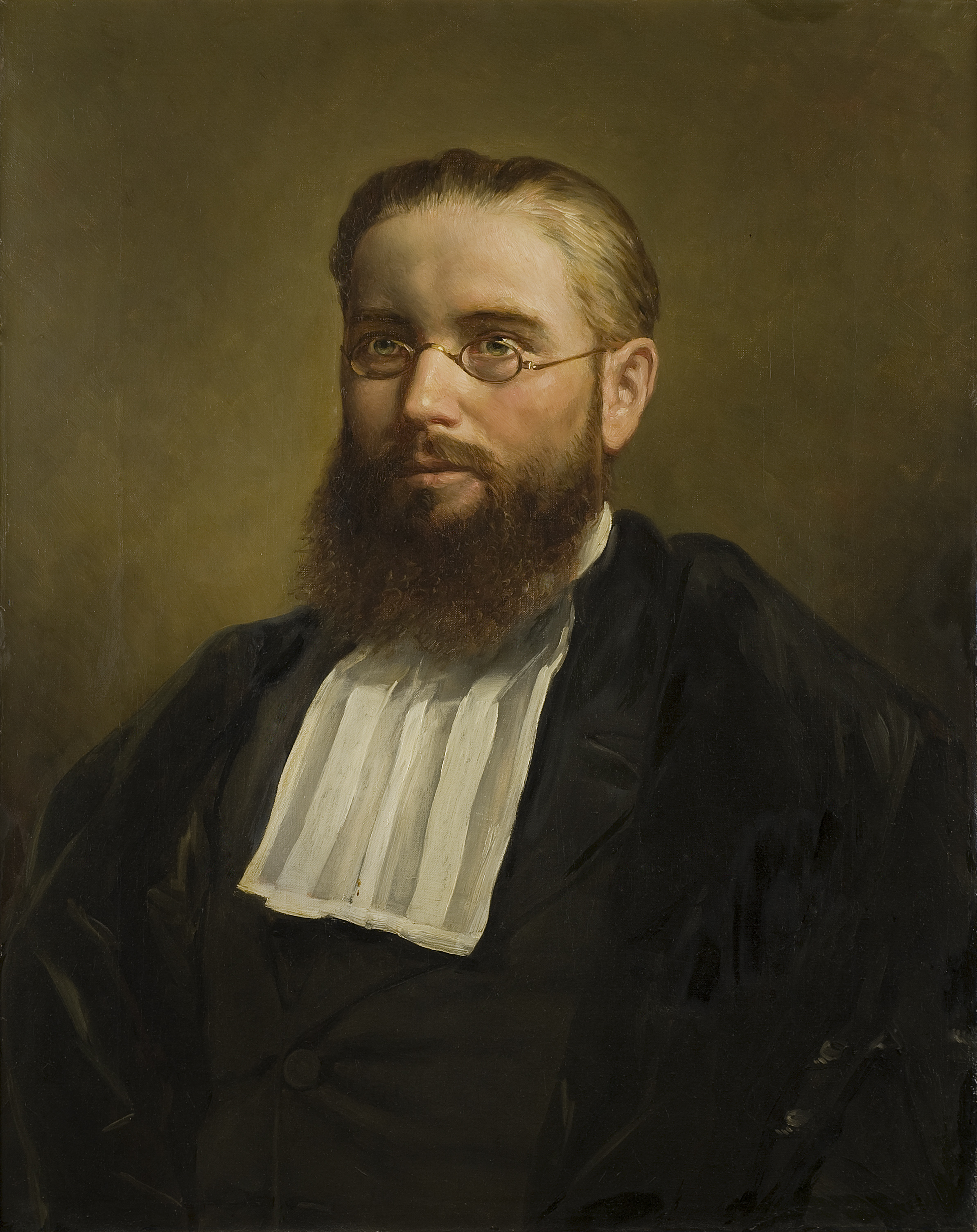
Hans Ranke

Hans (Rudolf) Ranke auch: Johann Friedrich Karl Rudolph Ranke; (* 31. Mai 1849 in Kaiserswerth; † 8. Januar 1887 in Groningen) war ein deutscher Chirurg und Hochschullehrer.

## Leben
Der Sohn des Lehrers an der Diaconissen-Anstalt Johann Friedrich Ranke und der Julie Riedel, hatte die Ritterakademie in Liegnitz besucht. Er studierte an der Rheinischen Friedrich-Wilhelms Universität Bonn und der Universität Halle-Wittenberg. Anfänglich hatte er sich auf die Theologie, dann auf die Philosophie und schließlich auf die Medizin verlegt. Nach abgeschlossenen Staatsexamen arbeitete er als Assistenzarzt bei Richard von Volkmann. Er promovierte am 15. Oktober 1873 an der Universität Halle-Wittenberg mit der Arbeit Über Beugungsluxation der Lendenwirbel zum Doktor der Medizin. 1876 wurde er Mitglied des Corps Teutonia Halle. Am 20. Mai 1876 habilitierte er sich ebenfalls in Halle und lehrte fortan als Privatdozent. 1878 folgte er dem Ruf der Reichsuniversität Groningen auf den Lehrstuhl für Medizin, der Fachrichtung Heilkunde, womit eine Stelle an der chirurgischen Klinik in Groningen verbunden war. Dieses Amt übernahm er am 15. Mai 1878 mit der Antrittsrede Die Umwandlung der Chirurgie unter dem Einflusse der antiseptischen Wundbehandlung. Er galt als ausgezeichneter Chirurg, Philanthrop und förderte die Antisepsis. Nach längerer Krankheit starb er im Alter von 38 Jahren. Indem er seine kostbare Fachbibliothek testamentarisch der Groninger Universität überließ, machte er sich um die Niederlande verdient. In verschiedenen medizinischen Fachjournalen seiner Zeit, wie dem Centralblatt für Chirurgie, in den Berliner klinischen und Deutschen medizinischen Wochenschrift, Lagerbecks Archiv für klinische Chirurgie, Volkmanns Sammlung klinische Vorträge und Medical times and gazette, befinden sich einige Aufsätze von ihm.